# Seicheprey
Seicheprey est une commune française située dans le département de Meurthe-et-Moselle en région Grand Est.

## Géographie
Elle appartient au canton de Thiaucourt-Regniéville et à l'arrondissement de Toul.

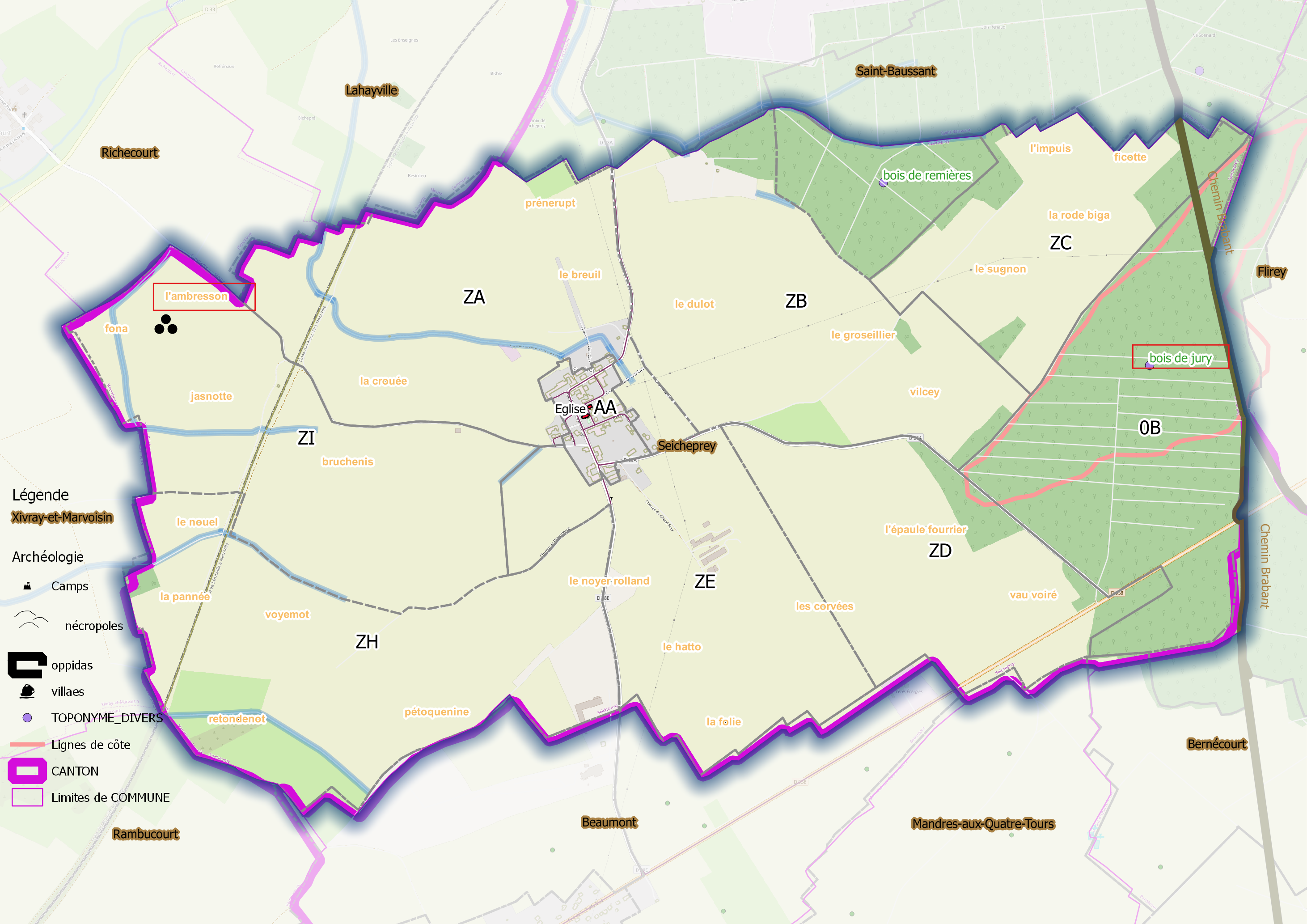
Fig. 1 - Seicheprey (ban communal).

D’après les données Corine land Cover, le ban communal de 852 hectares comportait en 2011, 76% de zones agricoles, 19 % de forêts et 5 % de prairies et zones urbanisées. Le SANDRE ne recense aucun cours d'eau sur cette commune, bien que les cartes en dessinent vers les communes de Xivray-Marvoisin et Saint-Baussant.

### Communes limitrophes
| Lahayville,Richecourt, Meuse |            | Saint-Baussant                      |
| Xivray-et-Marvoisin, Meuse   | Seicheprey | Flirey                              |
| Rambucourt, Meuse            | Beaumont   | Mandres-aux-Quatre-Tours,Bernécourt |

### Hydrographie
La commune est dans le bassin versant du Rhin au sein du bassin Rhin-Meuse. Elle n'est drainée par aucun cours d'eau,.

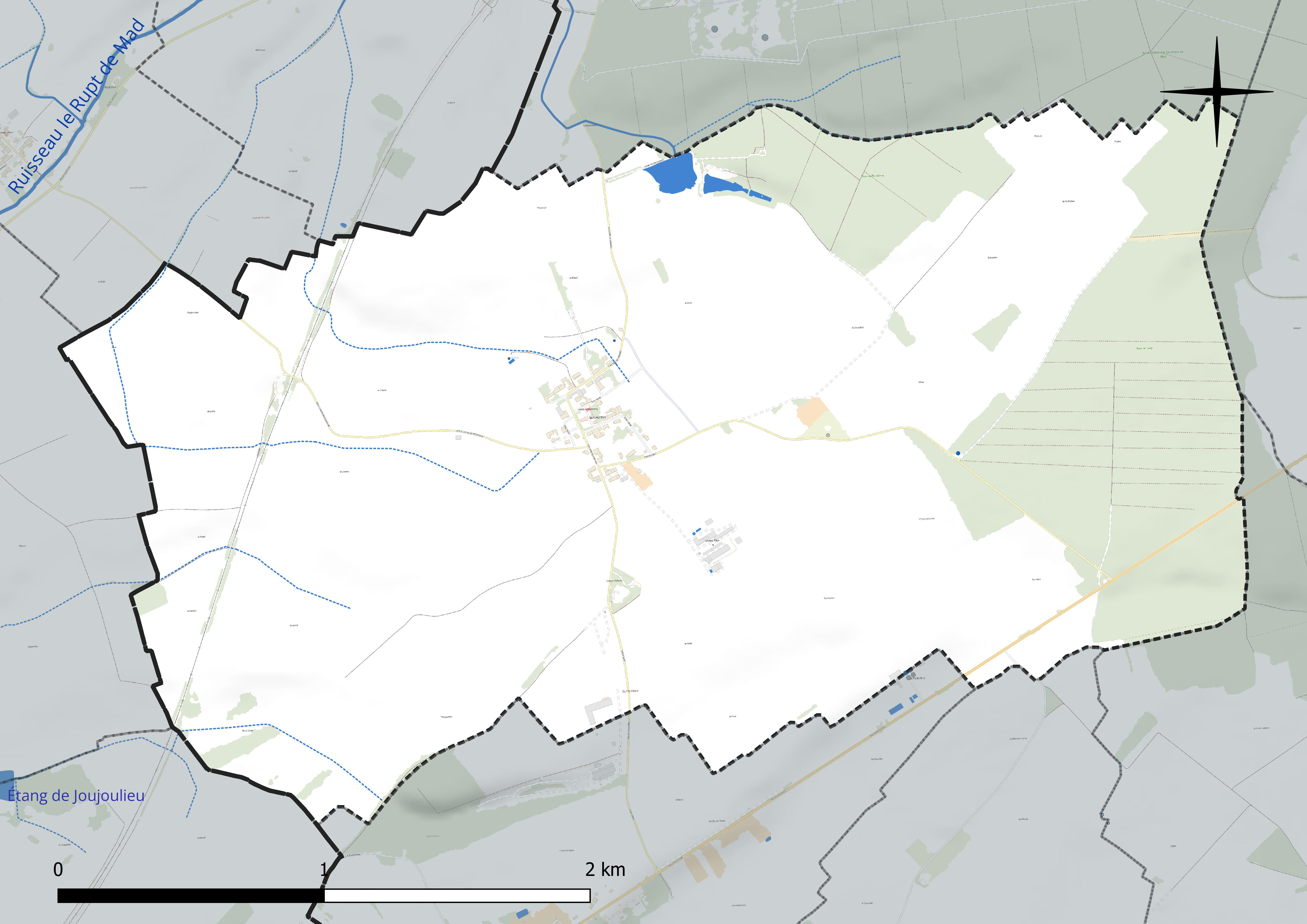
Réseau hydrographique de Seicheprey.

### Climat
Pour des articles plus généraux, voir Climat du Grand Est et Climat de Meurthe-et-Moselle.
En 2010, le climat de la commune est de type climat de montagne, selon une étude du Centre national de la recherche scientifique s'appuyant sur une série de données couvrant la période 1971-2000. En 2020, Météo-France publie une typologie des climats de la France métropolitaine dans laquelle la commune est exposée à un climat océanique altéré et est dans la région climatique  Lorraine, plateau de Langres, Morvan, caractérisée par un hiver rude (1,5 °C), des vents modérés et des brouillards fréquents en automne et hiver. 
Pour la période 1971-2000, la température annuelle moyenne est de 9,5 °C, avec une amplitude thermique annuelle de 16,7 °C. Le cumul annuel moyen de précipitations est de 870 mm, avec 12,7 jours de précipitations en janvier et 9,2 jours en juillet. Pour la période 1991-2020, la température moyenne annuelle observée sur la station météorologique de Météo-France la plus proche, « Nonsard », sur la commune de Nonsard-Lamarche à 7 km à vol d'oiseau, est de 10,7 °C et le cumul annuel moyen de précipitations est de 690,8 mm. 
La température maximale relevée sur cette station est de 40,1 °C, atteinte le 25 juillet 2019 ; la température minimale est de −17 °C, atteinte le 1er mars 2005,,. 
Les paramètres climatiques de la commune ont été estimés pour le milieu du siècle (2041-2070) selon différents scénarios d'émission de gaz à effet de serre à partir des nouvelles projections climatiques de référence DRIAS-2020. Ils sont consultables sur un site dédié publié par Météo-France en novembre 2022.

## Urbanisme

### Typologie
Au 1er janvier 2024, Seicheprey est catégorisée commune rurale à habitat dispersé, selon la nouvelle grille communale de densité à sept niveaux définie par l'Insee en 2022.
Elle est située hors unité urbaine et hors attraction des villes,.

### Occupation des sols
L'occupation des sols de la commune, telle qu'elle ressort de la base de données européenne d’occupation biophysique des sols Corine Land Cover (CLC), est marquée par l'importance des territoires agricoles (78,2 % en 2018), une proportion identique à celle de 1990 (78,2 %). La répartition détaillée en 2018 est la suivante : terres arables (75,9 %), forêts (18,9 %), zones urbanisées (2,9 %), prairies (2,3 %). L'évolution de l’occupation des sols de la commune et de ses infrastructures peut être observée sur les différentes représentations cartographiques du territoire : la carte de Cassini (XVIIIe siècle), la carte d'état-major (1820-1866) et les cartes ou photos aériennes de l'IGN pour la période actuelle (1950 à aujourd'hui).

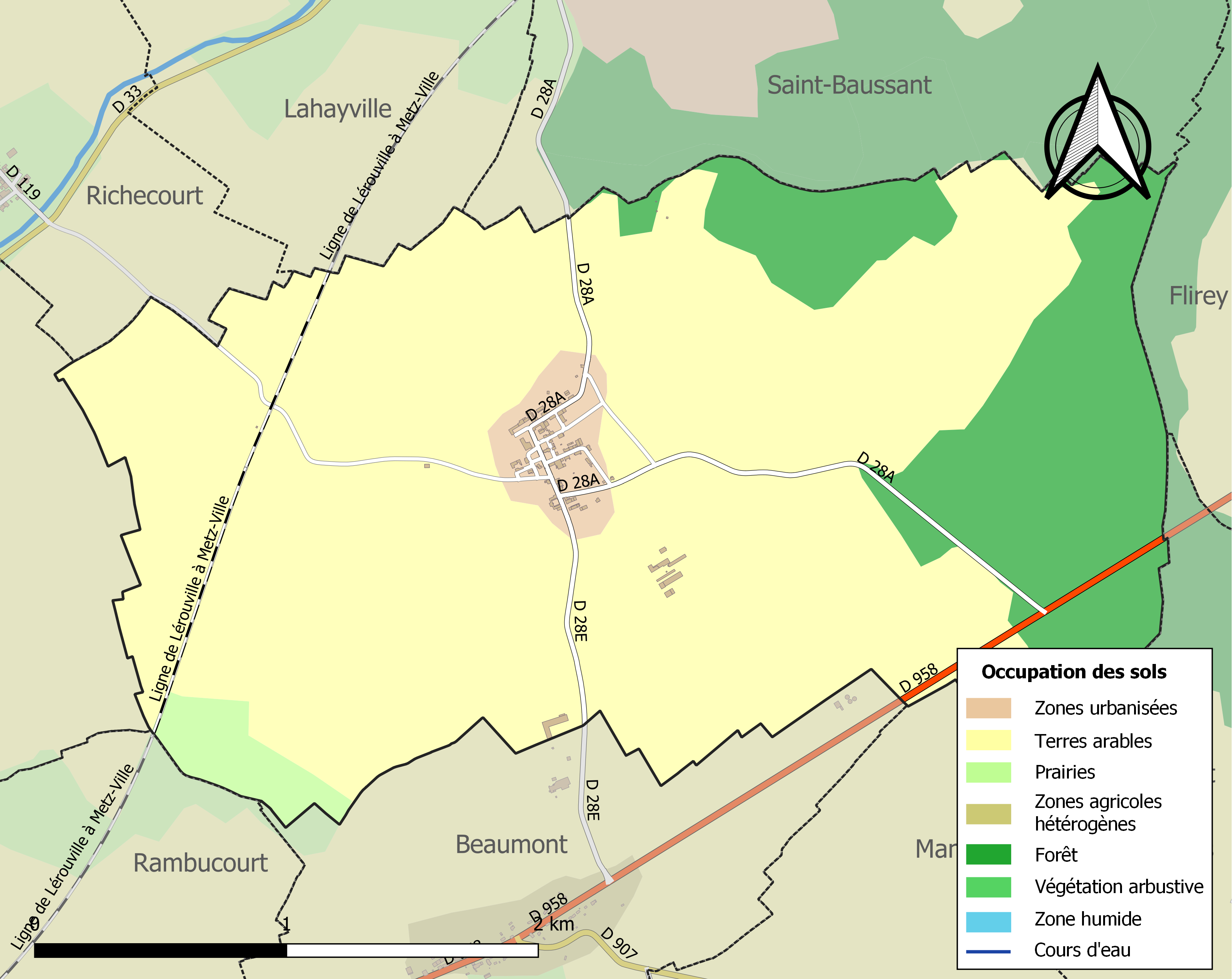
Carte des infrastructures et de l'occupation des sols de la commune en 2018 (CLC).

## Toponymie
Le nom de la localité est attesté sous les formes Johannes de Sachepree (1227) ; Sécheprée (1283) ; Seschepreie (1284) ; Sachepreie (1305) ; Sochepré (1326) ; Sicca petra (1402) ; Seccheprée (1421) ; Soicheprey (1524) dans le Dictionnaire géographique de la Meurthe.
Le pouillé ecclésiastique du Père Benoit Picart emploie la forme latinisée Siccum-pratum, avec la traduction Seche-prés (Sêche-prés), de l'adjectif féminin de l'oïl sèche et prée « prairie », ce qui pourrait être dû au fait que la commune n'est arrosée par aucun cours d 'eau.

## Histoire
Les sources archéologiques signalent qu'il aurait existé un fort au lieu-dit au Saint-haye, et qu'à diverses reprises, on y a découvert des objets antiques, des armes et des monnaies, dont en 1821 une statue équestre, mais au lieu-dit en Lembresson (l'Ambresson) - Déposée au Musée lorrain - et qui semble remonter à la période romaine selon Henri Lepage.
L'Abbé Grosse, dans son ouvrage, estime d'ailleurs que le village paraît avoir été construit sur les débris d'un bourg assez considérable, ou d'un poste romain, dont on rencontre quelquefois les restes précieux.
Le village se trouve effectivement proche de la croisée de chemins anciens, le chemin Brabant (voie de Toul à Montsec), qui reliait la haute Lotharingie au Brabant et la voie royale de Pont-à-Mousson à Commercy, tous deux probablement établies sur des restes plus anciens.

Au Moyen Âge et l'époque moderne, l'histoire communale se résume en ces termes selon Lepage :
« En 1300, Henri, comte de Bar, assigna a son frère Philippe, pour partie de son apanage…(?)...  livrées et 5 soudées sur ce qu'il avait à Seicheprey, En 1305, Pierre de Bar, sire de Bouconville, et Gobert, sire d'Apremont, affranchirent le village de Seicheprey et le mirent à la loi de Beaumont. En 1427, Isabelle, duchesse de Bar, prit sous sa sauvegarde et celle de Jean, son fils, les habitants de Seicheprey, à charge, par chaque chef d'hôtel, de lui payer 2 gros du pays de cens. Le 28 mars 1598, le duc Charles III y érigea un fief en faveur d'Adrien de Garancières, qui en fit ses reprises au duc de lorraine Henri, le 30 décembre 1611. »
Ce qui signifie qu'une partie des revenus alla au frère du comte de Bar, de son vivant, puis lui revint à la mort de ce dernier (apanage), mais surtout que la commune fut l'une des rares a bénéficier d'une forme d'émancipation du pouvoir seigneurial en passant, en 1305 sous la loi dite de "Beaumont" (en Argonne) : La loi libérait la localité de toute servilité envers le seigneur du lieu et autorisait à l'élection de mandataires locaux (magistrat), en échange de redevances.

### Époque contemporaine

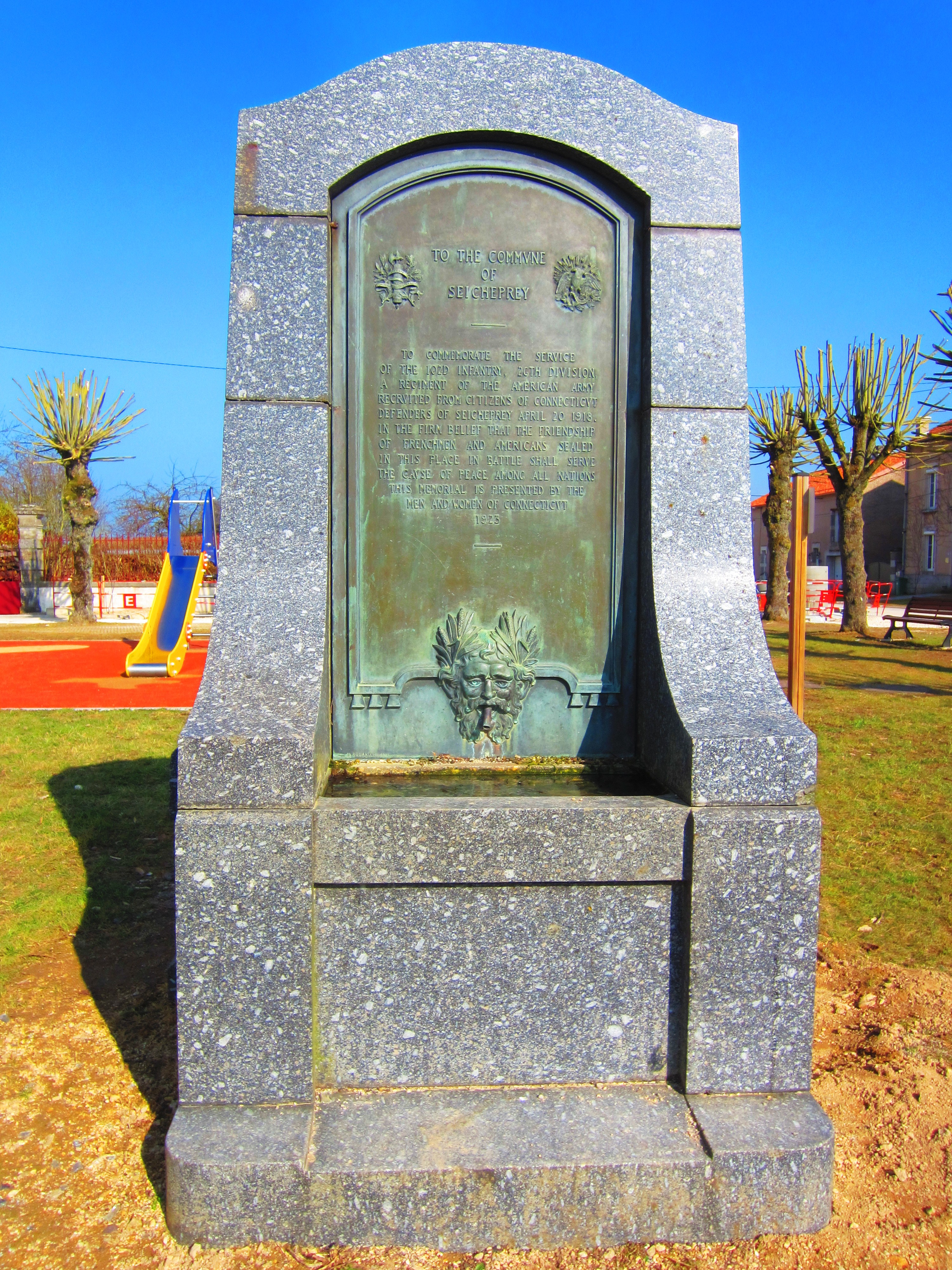
La Fontaine américaine.

La bataille de Seicheprey, 20 avril 1918.

Seicheprey a été repris aux forces allemandes au début du mois de septembre 1914, après un combat à la baïonnette, par le 15e Régiment d'Infanterie parti d'Albi le 7 août 1914. Ce régiment faisait partie du 16e Corps d'Armée sous le commandement du général Taverna. Il avait participé, le 20 août 1914, à la bataille de Sarrebourg et, le 25 août 1914, à celle de Rozelieures. Le général Sibille, commandant du régiment, devait être tué au cours de l'engagement. Ce régiment, associé aux forces anglaises, devait subir de lourdes pertes lors de la bataille du saillant d'Ypres au début du mois de novembre 1914.
Le 20 avril 1918, la 26e division d'infanterie américaine y subit son baptême du feu. Après avoir subi un bombardement d'artillerie, les Allemands mènent une offensive. Le combat se conclut par une déroute pour les forces américaines. La division eut 650 blessés et 100 prisonniers, et les Allemands 160 morts. C’est durant cette bataille que Stubby, le chien le plus décoré de la Première Guerre mondiale, dont le maître appartenait 102e régiment d’infanterie américaine, fut blessé à la patte.
Détruit pendant la guerre de 1914-1918, le village a été reconstruit après le conflit avec un plan différent.

## Politique et administration
| Période                                  | Période                   | Identité                                    | Étiquette | Qualité |
| ---------------------------------------- | ------------------------- | ------------------------------------------- | --------- | ------- |
| Les données manquantes sont à compléter. |                           |                                             |           |         |
| mars 2001                                | En cours (au 25 mai 2020) | Gérard André Réélu pour le mandat 2020-2026 |           |         |

## Démographie
L'évolution du nombre d'habitants est connue à travers les recensements de la population effectués dans la commune depuis 1793. Pour les communes de moins de 10 000 habitants, une enquête de recensement portant sur toute la population est réalisée tous les cinq ans, les populations de référence des années intermédiaires étant quant à elles estimées par interpolation ou extrapolation. Pour la commune, le premier recensement exhaustif entrant dans le cadre du nouveau dispositif a été réalisé en 2004.

En 2022, la commune comptait 109 habitants, en évolution de −3,54 % par rapport à 2016 (Meurthe-et-Moselle : −0,13 %, France hors Mayotte : +2,11 %).
| 1793 | 1800 | 1806 | 1821 | 1831 | 1836 | 1841 | 1846 | 1851 |
| ---- | ---- | ---- | ---- | ---- | ---- | ---- | ---- | ---- |
| 254  | 248  | 289  | 275  | 297  | 293  | 304  | 307  | 317  |

| 1856 | 1861 | 1872 | 1876 | 1881 | 1886 | 1891 | 1896 | 1901 |
| ---- | ---- | ---- | ---- | ---- | ---- | ---- | ---- | ---- |
| 297  | 287  | 263  | 252  | 227  | 232  | 213  | 208  | 197  |

| 1906 | 1911 | 1921 | 1926 | 1931 | 1936 | 1946 | 1954 | 1962 |
| ---- | ---- | ---- | ---- | ---- | ---- | ---- | ---- | ---- |
| 180  | 170  | 138  | 86   | 91   | 87   | 94   | 92   | 107  |

| 1968 | 1975 | 1982 | 1990 | 1999 | 2004 | 2006 | 2009 | 2014 |
| ---- | ---- | ---- | ---- | ---- | ---- | ---- | ---- | ---- |
| 85   | 76   | 76   | 72   | 81   | 98   | 102  | 114  | 114  |

| 2019 | 2022 | - | - | - | - | - | - | - |
| ---- | ---- | - | - | - | - | - | - | - |
| 112  | 109  | - | - | - | - | - | - | - |

## Économie
D'après les historiens, (Grosse, Lepage) l’activité était uniquement agricole au XIXe siècle
«  Surf. territ. : 834 hect. ; 604 en terres lab., 65 en prés, 119 en bois. »

### Secteur primaire ou agriculture
Le secteur primaire comprend, outre les exploitations agricoles et les élevages, les établissements liés à l’exploitation de la forêt et les pêcheurs.
D'après le recensement agricole 2010 du Ministère de l'agriculture (Agreste), la commune de Seicheprey était majoritairement orientée sur la production de céréales et d'oléagineux (auparavant polyculture et polyélevage) sur une surface agricole utilisée d'environ 897 hectares (supérieure à la surface cultivable communale) en augmentation depuis 1988 - Le cheptel en unité de gros bétail s'est nettement renforcé de 307 à 566 entre 1988 et 2010. Il n'y avait plus que 6 exploitations agricoles ayant leur siège dans la commune employant 15 unités de travail.(jusqu'à 10 exploitations et 15 unités de travail depuis 1988)

## Culture locale et patrimoine

### Lieux et monuments

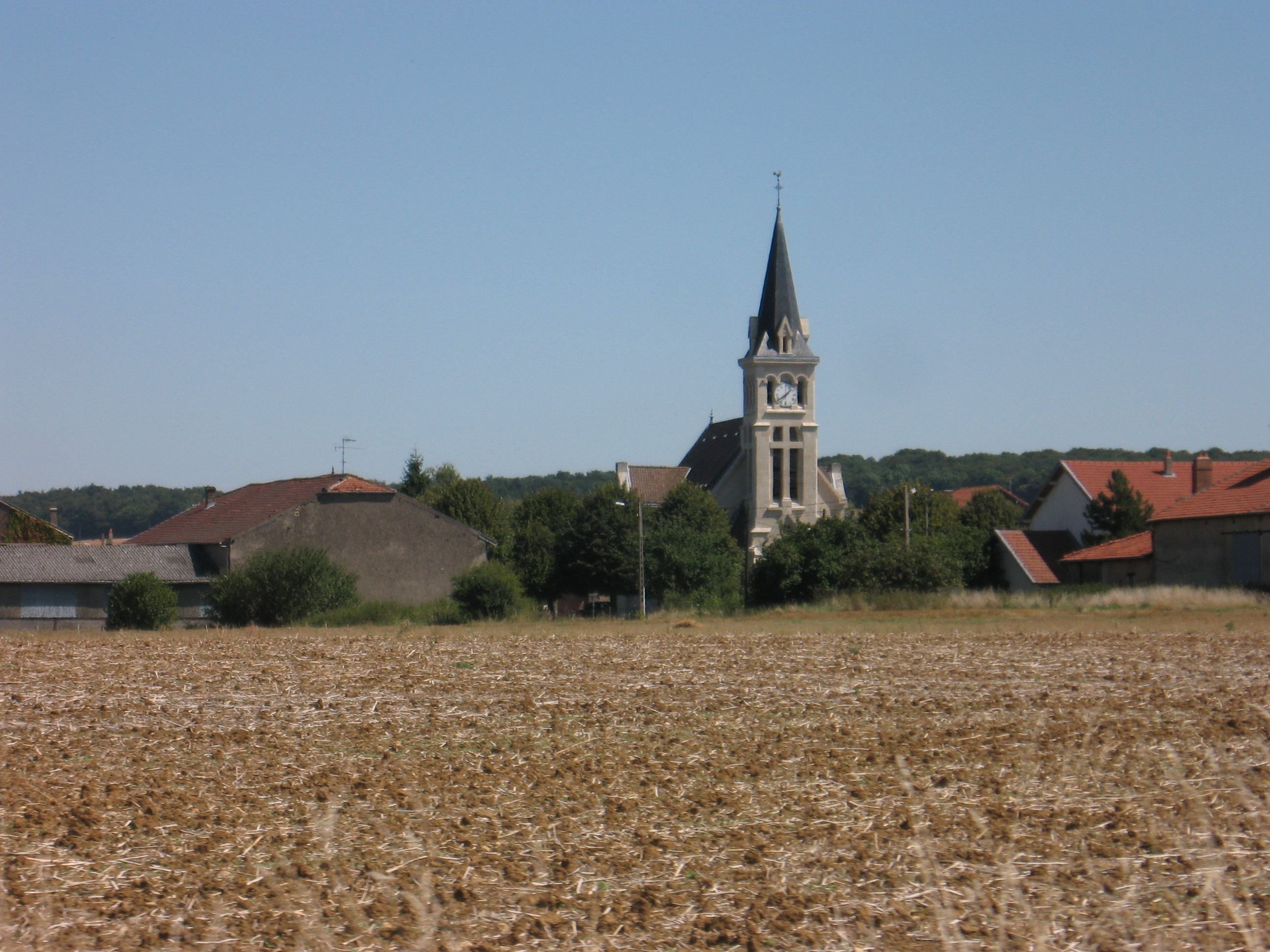

- Fontaine américaine.

### Édifice religieux
- Église Saint-Pierre, reconstruite après 1918.

### Personnalités liées à la commune
M. d'Haussonville rapporte, dans son Histoire de la Réunion de la Lorraine à la France, que, quelques jours après la signature du traité de Liverdun (26 juin 1632), entre Louis XIII et le duc Charles IV, ces deux princes eurent (8 juillet) une entrevue à Seicheprey.

### Héraldique
| Blason de Seicheprey | Blason  | Blasonnement : de sinople semé de cailloux d'argent, à la foi de carnation vêtue à dextre de gueules à l'alérion d'argent et à senestre d'azur à la fleur de lys d'or. |
| Blason de Seicheprey | Détails | L'écu représente un pré avec des cailloux (un pré sec, siccum pratum). Charles IV et Louis XIII, après le traité de Liverdun du 26 juin 1632, se rencontrèrent à Seicheprey. Cette entrevue est symbolisée par les deux mains enlacées. Le statut officiel du blason reste à déterminer. |